# Марджорин
Марджорин (англ. Marjorine) — 9 эпизод 9 сезона (№ 134) сериала «Южный парк», его премьера состоялась 26 октября 2005 года.

## Сюжет
Чтобы отобрать у девочек прибор, якобы предсказывающий будущее, дети вынуждают Баттерса инсценировать собственную смерть и попасть на девичник у Хейди в роли новой девочки, Марджорин. Родители Баттерса очень горюют о смерти сына, Линда Стотч постоянно рыдает над фотографией Баттерса, а отец решается перезахоронить сына на индейское кладбище. Баттерсу удаётся выкрасть «устройство» (примитивную бумажную игрушку для гадания), однако мальчики не решаются взять на себя ответственность и уничтожают его. Когда Баттерс возвращается домой, родители решают, что он — восставшее из могилы чудовище, и в финале эпизода запирают его в подвале, пытаясь накормить человечиной.

## Факты
- Лесли Хьюр, один из аниматоров сериала, назвал «Марджорин» одним из своих любимых эпизодов[1].
- Приход к Стивену Стотчу старика-автомеханика, говорящего об опасности перезахороненния сына на старом индейском кладбище, — явная отсылка к произведению Стивена Кинга «Кладбище домашних животных», где Джуд Крэндалл также отговаривает Луиса Крида от перезахоронения сына, тем самым подталкивая сделать обратное[2].
- Отец пытается накормить Баттерса трупом приглашённой женщины подобно тому, как Джулия кормила своего любовника в фильме «Восставший из ада» (1987).
- На девичнике Баттерс танцует под песню «Rock Your Body» Джастина Тимберлейка.
- Когда Картман рассказывает Баттерсу про девичник, он говорит «Если они начнут резвиться — подыгрывай!», при этом он подносит два растопыренных пальца ко рту. Обычно такой жест используют для обозначения куннилингуса.
- Имена «Баттерс» и «Марджорин» — игра слов («масло» и «маргарин» соответственно).
- У Хейди дома можно увидеть постер с куклами Twerpz (пародия на Bratz). Twerp переводится как «Идиот».
- Также, в доме Хайди на стене висит плакат с надписью «I. t.», что, возможно, является ещё одной отсылкой к Стивену Кингу.